# Rathaus Kaditz

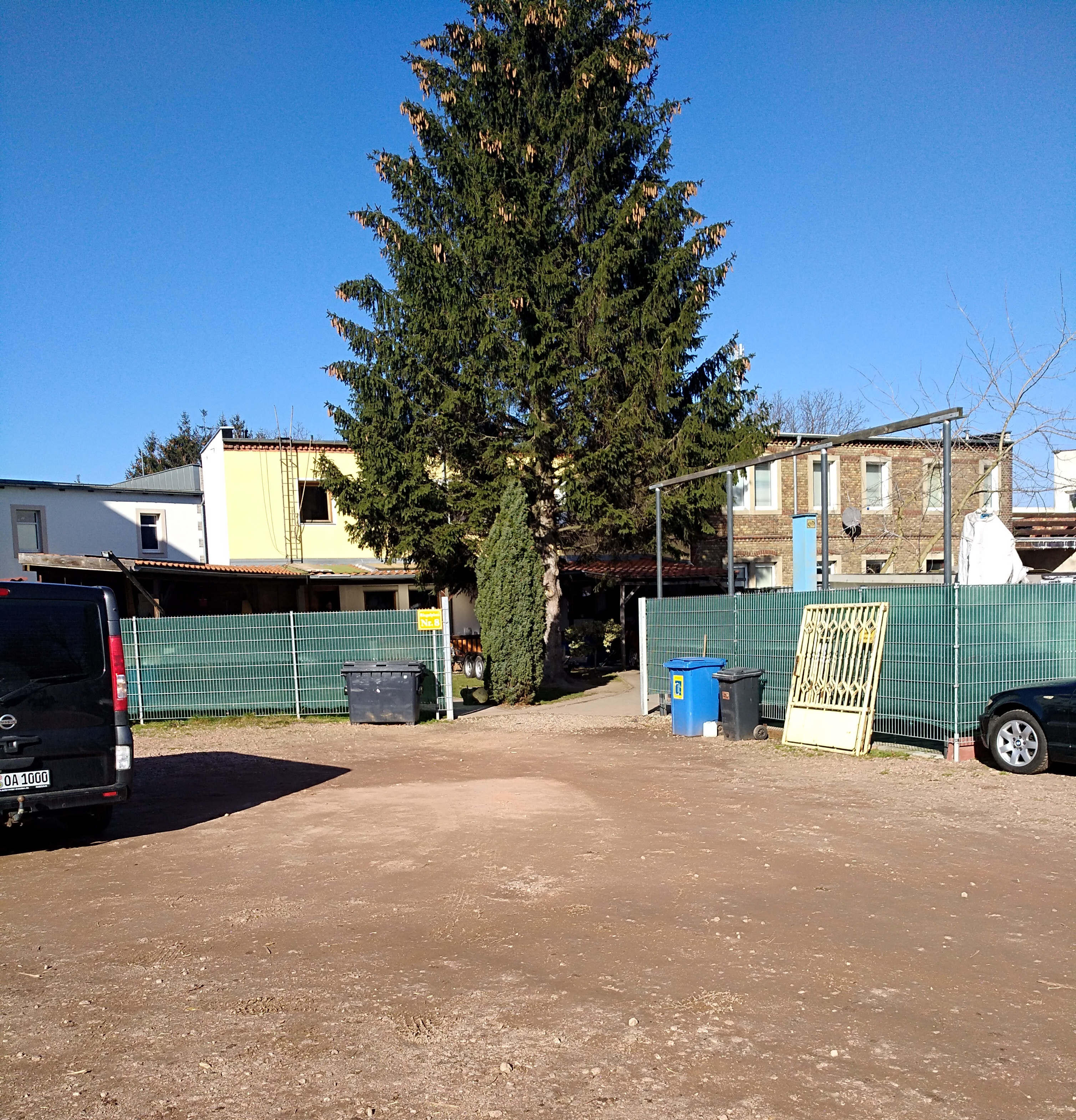
Hintergebäude des geplanten Rathaus Kaditz, im Vordergrund die Freifläche, auf der das Kaditzer Rathaus gebaut werden sollte.

Das Rathaus Kaditz war das Gemeindeamt von Kaditz, das sich am Riegelplatz 8 befand. Obwohl die Gemeinde einen Rathausbau ins Auge fasste, wurde bis zur Eingemeindung von Kaditz 1903 nur das Hintergebäude des künftigen Rathauses mit Verwaltungsräumen und einem Sitzungsraum für den Gemeinderat errichtet: Das eigentlich beabsichtigte Rathaus Kaditz wurde nie gebaut.
Anfang der 2000er Jahre verkaufte die Stadt Dresden dieses Hintergebäude, das nach der Sanierung weiterhin ein Wohnhaus ist. Die für das Rathaus vorgesehene Fläche, das Eckgrundstück Riegelplatz/Grimmstraße wird durch einen Gebrauchtwagenhändler als Abstell- und Freifläche genutzt.

## Geschichte und Nutzung
Kaditz wurde 1269 erstmals urkundlich als Kayticz erwähnt und als Straßenangerdorf mit einer Gewannflur angelegt, die zwischen dem heutigen Altkaditz und dem Riegelplatz gelegen war. Der Ort unterstand bis zu seiner Eingemeindung dem Amt Dresden (der späteren Amtshauptmannschaft Dresden). Bis zum Ende des 18. Jahrhunderts führte die Leipziger Chaussee nahe am Dorf nach Serkowitz. Die Industrialisierung führte in Kaditz zum Bau des nunmehrigen Neukaditz. Dieser Ortsteil entstand an der heutigen Rankestraße nach 1875 und bestand aus Arbeiterhäusern. Die Einwohnerzahl stieg sprunghaft von 1619 Einwohnern im Jahr 1890 auf 3780 im Jahr 1900. In dieser Zeit entstanden auch Häuserblocks am Riegelplatz, die Teil einer geplanten, jedoch nur teilweise ausgeführten Blockrandbebauung werden sollten.
Kaditz führte 1839 auf der Grundlage der Sächsischen Landgemeindeordnung von 1838 erstmals Gemeindevorsteher und Gemeindeausschüsse, also eine eigene Gemeindeverwaltung ein. Diese war zunächst, wie damals üblich, vor allem in den Räumen des jeweiligen Gemeindevorstandes untergebracht, die Gemeinderatsversammlungen fanden ab etwa 1890 im Gasthof Kaditz statt.

## Neubaudiskussion
Die Diskussion um ein Gemeindeamt oder Rathaus führte in Kaditz zu einer einmaligen Situation: Einerseits beschloss der Gemeinderat 1895 das Gebäude des bisherigen Gemeindeamtes Albertstr. 40 c abzureißen, wo der Gemeindevorstand Friedrich Findeisen und neun weitere Gemeindebedienstete die immer weiter wachsenden Verwaltungsaufgaben erledigten. Andererseits war gerade Gemeindevorstand Findeisen strikter Gegner eines Rathausneubaus, da er, nach eigenem Bekunden, sah, dass „… ohnedies die Einverleibung von Kaditz zur Residenzstadt Dresden nur noch eine Frage der Zeit wäre …“, mithin ein Rathausneubau, wie er um diese Zeit aus Pieschen oder Cotta bekannt war, aus seiner Sicht für die Gemeinde in der Situation als überflüssig erschien.
Da aber der Abriss des alten Gemeindeamtes bereits beschlossen war, entschied sich die Gemeinde in einem für die Dresdner Umlandgemeinden wohl einmaligen Kompromiss, ein Hinterhaus des künftigen Rathauses für die Gemeindebediensteten zu errichten, wozu angrenzende Grundstücke zugekauft wurden, was im Dezember 1896 erfolgte, den Bau des eigentlichen Rathauses jedoch zu vertagen.
Mit der Planung dieses Hintergebäudes mit Anbau eines Schuppens für die Feuerwehr wurde der Baumeister Carl Käfer aus Radebeul 1898 beauftragt, dies wurde im gleichen Jahr genehmigt. Im Keller befand sich eine Arrestzelle, im Erdgeschoss Räume für das Einstellen der Spritze, Krankenraum und Freibankverkauf, im Obergeschoss Diensträume und der Sitzungsraum für den Gemeinderat. Einem späteren Antrag auf Einrichtung von Polizeiräumen im Erdgeschoss wurde gefolgt.
Den 1901 erfolgten Antrag auf Errichtung des eigentlichen Rathauses im Vorderteil des Grundstückes lehnte schließlich der Gemeinderat „… mit Rücksicht auf die schwebende Eingemeindungsverhandlung …“ nunmehr endgültig ab. Am 25. März 1901 erfolgte die Verlegung der Gemeindeverwaltung in das neu gebaute (Hinter-)Gebäude, noch im gleichen Jahr wurde das alte Gemeindeamt (von dem bisher keine bildliche Darstellung bekannt ist) abgebrochen.

## Das Grundstück bis heute
Das eigentliche Rathaus zu diesem Hintergebäude wurde nie gebaut, das Grundstück war jahrzehntelang Freifläche. Das dafür vorgesehene Grundstück wird heute von einem Gebrauchtwagenhändler als Frei- und Ausstellungsfläche genutzt.
Die Nachnutzungen des Hintergebäudes wiederum waren Standesamt, Kassenstelle, 1913 (nunmehr: Simsonplatz 8) zusätzlich Nebenstelle der Wohlfahrtspolizeiwache, nach 1945 Wohnhaus, zuletzt für eine Familie. Nach der 2000 erfolgten Sanierung ist seine weitere Nutzung ein Einfamilien-Wohnhaus.